# Hwaseong (Coreia do Sul)
Hwaseong ou Hwasong em coreano: 화성시 (Hwasong-si) é uma cidade na província de Gyeonggi, na Coreia do Sul. Possui a maior área de terras agrícolas de qualquer cidade ou condado da província de Gyeonggi.

A Fortaleza de Hwaseong está localizada nas proximidades de Suwon .